# Dominique Chatain
Pour les articles homonymes, voir Chatain.
Dominique Chatain est une physico-chimiste des matériaux française. Elle dirige ses recherches au Centre Interdisciplinaire de Nanoscience de Marseille (CINaM) depuis 1997. Elle reçoit la médaille d'argent du CNRS en 2010 pour ses recherches.

## Biographie
Après ses études secondaires, Dominique Chatain entre à l'Institut polytechnique de Grenoble. Elle y est diplômée ingénieure métallurgiste en 1979. En 1983 elle y soutient sa thèse de doctorat en physique. Elle entre au CNRS en 1981 en tant que chargée de recherche au laboratoire de Thermodynamique et Physico-Chimie Métallurgiques à Grenoble. De 1991 à 1996, elle travaille au centre de Recherche sur les Mécanismes de la Croissance Cristalline à Marseille. En 1997, elle entre au Centre Interdisciplinaire de Nanoscience de Marseille. Ses recherches portent sur le mouillage , le comportement d'un liquide en contact avec une surface solide,.

## Honneurs et récompenses
- 2020 : Prix Gay-Lussac Humboldt[3]
- 2010 : Médaille d'argent du CNRS[1]